# Фефелов, Николай Николаевич
Николай Николаевич Фефелов (20 мая 1945 — 14 февраля 2021) — советский военный инженер-механик и космонавт-исследователь 5-го набора в отряд космонавтов ВВС ЦПК имени Ю. А. Гагарина. Опыта космических полётов не имел. Кандидат юридических наук, Почётный радист СССР, полковник.

## Биография

### Ранние годы, учёба, воинская служба
Родился 20 мая 1945 года в деревне Нижняя Куба Чернушинского района Пермской области в семье Николая Лаврентьевича и Ирины Ивановны Фефеловых. Отец работал директором молочно-товарной фермы, мать — домохозяйка. После окончания в 1963 году средней политехнической школы № 3 в посёлке Двуреченск Свердловской области поступил в Пермское высшее командно-инженерное училище, которое окончил в 1968 году и получил квалификацию «военный инженер-механик». Служил в 656-м ракетном полку РВСН в городе Козельске Калужской области, обслуживал  межконтинентальные баллистические ракеты (МБР) Р-9А

### Космическая подготовка
В 1970 году в ходе 5-го набора в отряд космонавтов ЦПК ВВС из трёх тысяч претендентов старший инженер-лейтенант Фефелов попал в число девяти кандидатов, отобранных в отряд. 27 апреля 1970 года приказом Главкома ВВС был зачислен в отряд космонавтов 1-го НИИ ЦПК ВВС на должность слушателя-космонавта. С мая 1970 по июль 1972 года прошёл общекосмическую подготовку, в ходе которой в 1970—1971 годах обучался по программе третьего курса Московского авиационного института. 6 июля 1972 года был назначен космонавтом отряда космонавтов ЦПК им. Ю. А. Гагарина.
В 1972 году в ходе полётов на невесомость участвовал в испытаниях лунного скафандра «Кречет». До 1982 года проходил подготовку по программе орбитальной пилотируемой станции (ОПС) «Алмаз» в составе группы, участвовал в наземных испытаниях терморегулирования и жизнеобеспечения станции. Отрабатывал методику сборки крупногабаритных конструкций и средства передвижения космонавта в условиях гидроневесомости. Принимал участие в испытаниях возвращаемого аппарата транспортного корабля снабжения на самолетах-лабораториях и на центрифуге. В 1974, 1976 и 1982 годах был командиром экипажа многосуточных экспериментов в сурдокамере в режимах постгипнозной невесомости и крайнего утомления.
Неоднократно выполнял обязанности оператора связи с экипажами космических кораблей и станций. В феврале — марте 1973 года был главным оператором ЦУПа (в Евпатории) по связи с экипажем ОПС «Алмаз». В июле — октябре 1974 года был оператором связи с экипажем станции на судне «Космонавт Владимир Комаров». В 1976—1977 годах участвовал в управлении полётом космических кораблей «Союз-21», «Союз-23» и «Союз-24» в качестве главного оператора. В 1977—1989 годах был заместителем сменного руководителя полётов по действиям экипажа на ДОС «Салют-6», «Салют-7» и «Мир». В 1978 году присвоено звание «Почётный радист СССР».
В 1985 году в составе группы космонавтов проходил подготовку для полёта по обслуживанию военно-прикладного оптического комплекса «Пион-К», который был установлен на модифицированный беспилотный вариант транспортного корабля снабжения Космос-1686 (ТКС-4). Затем до 1990 года в качестве бортинженера входил в группу подготовки по программе «Буран». С апреля 1990 по октябрь 1992 года в составе группы космонавтов готовился к полёту в качестве бортинженера на корабле «Союз-спасатель» со стыковкой на орбите с кораблем «Буран».
В ходе космической подготовки в 1981 году получил квалификацию «офицер-водолаз», провёл под водой в гидролаборатории ЦПК более 600 часов. Имел общий налёт на самолётах около 1000 часов, совершил 51 прыжок с парашютом.
18 июля 1995 года приказом министра обороны СССР был уволен в звании полковника в запас по возрасту и исключён из списков части. Награждён 14 медалями.

### Дальнейшая работа и научная деятельность
После ухода из отряда работал научным сотрудником одного из отделов ЦПК имени Ю. А. Гагарина.
В 1982 году окончил вечернее отделение Центрального института повышения квалификации руководящих работников и специалистов народного хозяйства в области патентной работы. Получил квалификацию «патентовед». 15 ноября 1990 года защитил диссертацию и получил ученую степень кандидата юридических наук.
В 1991—1993 годах входил в рабочую группу Правительства России по космонавтике и принимал участие в разработке закона «О космической деятельности» и проекта «Положения о космонавтах и кандидатах в космонавты Российской Федерации» Имел более 100 научных работ. Являлся внештатным корреспондентом журнала «Авиация и космонавтика».
В 1997 году окончил Межотраслевой институт повышения квалификации при Московском государственном технологическом университете им. К. Э. Циолковского по многофункциональному менеджменту.
28 июня 2009 года был избран в Совет депутатов городского округа «Звёздный городок» Московской области. 
В 2019 году был выпущен почтовый конверт в серии «Нелетавшие космонавты» посвящённый Николаю Фефелову.
Умер 14 февраля 2021 года.